# Colola
Colola är en ort i Mexiko.   Den ligger i kommunen Aquila och delstaten Michoacán de Ocampo, i den södra delen av landet, 500 km väster om huvudstaden Mexico City. Colola ligger 14 meter över havet och antalet invånare är 632.
Terrängen runt Colola är kuperad åt nordost, men västerut är den platt. Havet är nära Colola åt sydväst.  Colola är det största samhället i trakten.